# محمد تقي مصباح اليزدي
آية الله الشيخ محمد تقي مصباح اليزدي (1935 - 2021. فيلسوف وعالم دين إسلامي شيعي، مؤسس مؤسسة الإمام الخميني للتعليم والبحث العلمي، عضو مجلس خبراء القيادة في إيران وأحد أبرز علماء الدين الإيرانيين من تلامذة المفسر والفيلسوف الإسلامي محمد حسين الطباطبائي، وعُدَّ من أشهر الفلاسفة الشيعة خلال حياته.

## ولادته
ولد آية الله الشيخ محمد تقي مصباح اليزدي عام 1354 هجرية (1934م) في مدينة يزد في إيران.

## دراسته وأساتذته
بدأ دراسته في سن السابعة وبعد إتمام الابتدائية دخل الحوزة العلمية في يزد، وأتمَّ مرحلة المقدِّمات والسطح هناك، ثم هاجر إلى مدينة النجف عام 1371 هـ، ودخل حوزتها العلمية. بعد مضي عام على سفره عاد إلى مدينة قم ثانية فحضر دروس البحث الخارج في الفقه للإمام الخميني، وكذلك دروس العلامة السيّد محمّد حسين الطباطبائي في التفسير والفلسفة، إلى جانب حضوره لبحوث الفقه العليا لآية الله العظمى الشيخ محمد تقي بهجت لمدة 15 عاماً.

## نضاله وحركيته
مارس نشاطاته السياسية قبل الثورة الإسلامية في إيران، وكان له دور فعّال في المجال الثقافي إلى جانب رفاقه الثوريين من العلماء الدينيين أمثال آية الله البهشتي، وآية الله مرتضى المطهري. وقد شارك معهم في سبيل تطوير الحوزة العلمية، وتقريبها إلى الجامعة. كما قام برفقة آية الله جنتي، وآية الله بهشتي وآية الله قدوسي بإدارة مدرسة المنتظرية للعلوم الدينية بقم وألقى فيها دروساً في علم الفلسفة، علم الأخلاق، وعلوم القرآن لمدة 10 سنوات. أسس في ضمن ما أسس مؤسّسة «في طريق الحقّ» العلمية الثقافية، ثم قام بتأسيس قسم تعليمي فيها.

## مشاريعه ونشاطاته
بعد انتصار الثورة الإسلامية في إيران اختير الشيخ المصباح عضواً فعّالاً في اللجنة الثورية الثقافية، وشارك في فعاليَّات تأسيس مكتب التنسيق بين الحوزة والجامعة، وإصلاح نظام الحوزة العلمية، وقد قام بتشجيع من الإمام الخميني بتأسيس مؤسّسة باقر العلوم العلمية التحقيقية، ثم بتأسيس مؤسسة الإمام الخميني للتعليم والبحث العلمي.
شغل الشيخ مصباح اليزدي منصب رئاسة مؤسسة الإمام الخميني المذكورة، ورئاسة المجلس الأعلى للمجمع العالمي لأهل البيت، وعضوية جماعة المدرّسين في الحوزة العلمية بمدينة قم إلى جانب عضوية المجلس الأعلى للثورة الثقافية.

## حضوره السياسي والاجتماعي
انتخب عام 1990 م نائباً عن محافظة خوزستان في مجلس خبراء القيادة، كما انتخب فيما بعد نائباً عن أهالي طهران في المجلس ذاته.

## تأليفاته ودراساته
له مؤلفات وكتب عديدة في الفلسفة الإسلامية والمقارنة والإلهيات والأخلاق والعقيدة الإسلامية، من بينها:
- معرفة الله
- معرفة الكَوْن
- معرفة الإنسان
- معرفة السبيل
- معرفة الدليل
- معرفة القرآن(ج 2-1)
- الأخلاق في القرآن (ثلاثة أجزاء)
- المجتمع والتاريخ في الرؤية القرآنية
- الحقوق ‌والسياسة ‌في القرآن
- الحرب والجهاد في القرآن
- الإمامة والولاية في القرآن الكريم
- التوحيد في النظام العقائدي وفي النظام القيمي في الإِسلام
- دروس في العقيدة الإِسلامية (ثلاثة أجزاء)
- شرح برهان الشفاء (أربعة أجزاء)
- شرح الهيات الشفاء لابن سينا (جزءان)
- شرح الجزء الأول من الأسفار الأربعة لصدر الدين الشيرازي (جزءان)
- شرح الجزء الثامن من الأسفار الأربعة لصدر الدين الشيرازي (جزءان)
- شرح نهاية الحكمة للعلامة الطباطبائي (جزءان)
- تعليقة علي نهاية الحكمة
- المنهج الجديد في تعليم الفلسفة (جزءان)
- خلاصة عدة بحوث فلسفية
- دروس في الفلسفة
- الإيديولوجية المقارنة
- نقد موجز لأصول الماركسية
- الذود عن حصون الآيديولوجية (ستة أجزاء)
- في ضياء البارقة
- أصول المعارف الإنسانية
- حوار مُبين حول الأفكار الأساسية
- لقاء الله
- تجلي القرآن في نهج البلاغة
- السائرون على طريق الحبيب
- وصايا ‌الإمام ‌الصادق(ع) لأتباعه الصادقين
- زاد المسير (جزءان)
- الموعظة الخالدة (جزءان)
- عظمة النجوى
- وصيّة الإمام من فراش الشهادة
- مواعظ إلهية
- في طريق الولاية
- كأس من معين الكوثر
- بارقة من سماء كربلاء
- شمس الولاية
- إثارات وتحدّيات (جزءان)
- دوْر التقليد في حياة الإنسان
- تعدد القراءات
- الدين والحرية
- كلمة حول فلسفة الأخلاق
- دروس في فلسفة الأخلاق
- فلسفة الأخلاق
- نقد ودراسة المذاهب الأخلاقية
- معرفة الذات لبنائها من جديد
- نحو بناء الذات
- على عتبة الحبيب
- ذكر الله
- السير إلى اللّه
- إليك
- في البحث عن العرفان الإسلامي
- المتطلّبات التمهيدية للإدارة الإِسلامية
- أسئلة وردود (خمسة أجزاء)
- إجابات الأُستاذ للشباب
- نظرة عابرة إلى نظرية ولاية الفقيه
- النظرية السياسية في الإسلام (جزءان)
- سلسلة أبحاث الإسلام، السياسة، والحكومة
- النظرية الحقوقية في الإسلام (جزءان)
- الثورة الإسلامية، قفزة في التحوّلات السياسية للتاريخ
- عِبَر من خرداد
- الثورة الإسلاميّة وجذورها
- الشباب والمشاكل الفكرية
- المرأة، نصف الهيكل الاجتماعي
- مباحث حول الحوزة
- لمحة عن قوّات التعبئة والتعبويّين
- الغزو الثقافي
- الإصلاحات، الجذور والمعاول
- في استقبال شمس الغرب
- رِحلة إلى بلاد الألفِ دِين
- إطلالة علی الشاطئ
- تأمّلات في الحكمة والإشراق

## الوفاة
توفي آية الله الشيخ مصباح اليزدي الجمعة الأول من شهر يناير لعام 2021م، الموافق 17 جمادى الأولى 1442هـ، في طهران عن عمر ناهز 85 عاماً جراء وعكة صحية ألمّت بجهازه الهضمي الذي كان يعاني منه لسنوات عديدة مضت۰